# Aleksiej Płużnikow
Aleksiej Władimirowicz Płużnikow (ros. Алексей Владимирович Плужников; ur. 15 lipca 1991) – rosyjski siatkarz, grający na pozycji środkowego. Od sezonu 2019/2020 występuje w drużynie Gazprom-Jugra Surgut.

## Sukcesy reprezentacyjne
Mistrzostwa Europy Juniorów:
- 2010[3]

Mistrzostwa Świata Juniorów:
- 2011[4]

Letnia Uniwersjada:
- 2017